# 31522 McCutchen
31522 McCutchen è un asteroide della fascia principale. Scoperto nel 1999, presenta un'orbita caratterizzata da un semiasse maggiore pari a 2,4362364 UA e da un'eccentricità di 0,1030166, inclinata di 7,64916° rispetto all'eclittica.